# Inside (游戏)
《Inside》是一款由獨立遊戲工作室Playdead所開發及發行的平台解謎及冒險遊戲。遊戲無論在主題及視覺上均類似同一公司的前一款作品《地獄邊境》，玩家需扮演一名小男孩，在黑白色的遊戲環境中解決不同的難題，並同時避免在3D滾動時死亡。
《Inside》分別於2016年6月29日、7月7日和8月23日在Xbox One及Windows还有PlayStation 4上發行，iOS平台在2017年12月15日发行以及任天堂Switch在2018年6月28日发行。游戏在推出後幾乎獲得一致好評，有部份評論家甚至稱本作為《地獄邊境》的優秀的精神續作。

## 玩法
《Inside》是款解謎遊戲，玩家需控制一名沒有名字並身穿紅色衣服的小男孩探索一個超現實的環境，而遊戲畫面主要是黑白色、2.5D及利用一些濺出的顏色來突出部份環境。玩家能控制小男孩作出走路、跑、游泳、攀爬及使用物件等動作來進行遊戲，在遊戲中期小男孩更會獲得能力，能精神控制死屍並操縱他們以解決各種謎題。當玩家未能快速地解決部份謎題時，例如是被獵人以麻醉鏢擊中、被狗隻捕捉或吃掉、或因處於水下太長時間而溺水，玩家所操控的小男孩便會死亡。本作與《地獄邊境》同樣，小男孩在死亡時會出現令人感到可怕的動畫，之後遊戲便會在最近的儲存點重新進行。在本作中，有部份場景具有隱藏房間且內含一個小型球體，玩家可以進入這些房間並關掉球體，而當所有球體在玩家的遊玩過程中被關掉時，便能解鎖遊戲中的隱藏結局。

## 劇情
一個熱衷於研究腦波控制、寄生蟲、反重力、衝擊波、肉體改造、巨型重工業等高科技領域的不具名神秘組織，因研究實驗對象存量不足，便開始濫抓村民作為補充實驗對象，該村的小男孩為了拯救族人，隻身前往神秘組織的核心區域。
當小男孩抵達神秘組織的最核心區域，意外發現族人已被製作成肉體改造的巨型球體，小男孩便將自己也溶入球體之中，帶領族人逃出神秘組織的實驗設施，而部分組織的實驗員也因良心發現，沿路一同幫助這個巨型球體逃出設施。
最終，肉體巨型球體衝破了神秘組織實驗設施的外牆，一路往山坡下滾動，最終停在了村莊的岸邊。

## 開發
遊戲工作室Playdead於2010年7月發行了黑白色的獨立遊戲《地獄邊境》，獲得大量好評及超過一百萬的銷售量。在發行後的數個月，Playdead開展了第二個遊戲開發項目，並暫稱為「項目2（Project 2）」
。作為《地獄邊境》的精神續作，雖然本作與《地獄邊境》十分相似，但本作更為「瘋狂」、「怪異」及3D。此外，丹麥電影協會亦提供部分資金作遊戲開發用途。
雖然Playdead已經為《地獄邊境》建立了一個自定義的遊戲引擎，但最後他們選擇使用Unity為本作的遊戲引擎，以減輕工作量。遊戲開發團隊為Unity遊戲引擎建立了時間混疊反鋸齒過濾器，以為本作創建具標誌性的外觀。在2016年3月，Playdead在常見開源協議下發布了過濾器。
與《地獄邊境》同樣，本作的音效由馬丁·斯蒂格·安德森負責。安德森受20世紀80年代的B級恐怖電影所影響，經常使用合成音樂，但他卻不想於本作使用合成音樂。相反，安德森利用真正的人頭骨來創造骨傳導的聲音，並在頭骨上接駁音頻轉換器和接觸式麥克風，以聲音合成來還原這些聲音，最終創造遊戲的音樂。本作的遊戲玩法及音樂都具有更緊密的整合，在部份謎題上音樂更能配合遊戲畫面。這需要安德森在相比進行《地獄邊境》的音樂創作時，與本作的開發團隊有更密切的合作，這亦使有更多的視覺元素能與音樂聯繫起來。安德森指出，小男孩呼吸時的胸部動作及聲音效果皆是源於自己呼吸時的動作及聲音，而當小男孩到達遊戲內的不同位置時，小男孩所表現出的平靜或恐慌情緒亦會影響呼吸時的胸部動作及聲音效果。安德森亦在遊戲的整體結構及節奏上提供建議予遊戲設計團隊，希望自己的音樂能有助於建立遊戲內的緊張情緒。
微軟在2014年6月的電子娛樂展新聞發布會上公布了本作。在公布前，本作已被計劃在PlayStation 3及OS X等非微軟平台上發行。為了減短公布活動及發行之間的時間，Playdead曾特意等了四年。IGN的瑞安·麥卡弗里表示此次公布是微軟對獨立遊戲開發的承諾的一個標誌，並且是他本人在這一年內的最大驚喜。開發團隊其後將本作的發行日推遲，並希望進一步完善遊戲，但沒有提及預期的發行日期。在發行日推遲後，原本Playdead計劃在Xbox One及Windows平台上進行初始發行，但之後表示在未來有興趣於其他平台上發行。
Playdead在2016年的電子娛樂展上公布本作的發行日期，並推出限時促銷，讓玩家們在本作發行前免費下載《地獄邊境》。本作最終於2016年6月29日及7月7日在Xbox One及Windows版的Steam平台上發行。之后游戏于同年8月23日在PlayStation 4上发售。在2017年东京游戏展期间，Playdead在接受采访时表示游戏未来会登陆到任天堂Switch以及iOS上。

## 评价
本作獲得普遍好評，遊戲評論網站Metacritic基於69條評論給予本作的Xbox One版本92/100的評價。本作在Polygon及IGN上均是2016年最令人期待的電子遊戲。
在2016年電子娛樂展上的遊戲預覽上，馬蒂·席爾瓦（Marty Sliva）認為本作的標題應為《超級地獄邊境》，因為Playdead以相同的方式將《地獄邊境》改進改良而造就本作，就好比任天堂將他們的遊戲帶至超級任天堂一樣。
本作在電子娛樂展的遊戲評論家獎上獲得「最佳獨立遊戲」。
Kotaku的柯克·漢米頓（Kirk Hamilton）表示相對於Playdead另一款遊戲《地獄邊境》的成功，本作是「進化」。
USgamer的賈茲·雷格諾（Jaz Rignall）在預覽本作後指出本作是在他玩過的眾多解謎遊戲之中最為出色的一款，甚至比前作《地獄邊境》更為優秀。
部份遊戲評論家指出本作與《地獄邊境》相比毫不遜色，甚至是《地獄邊境》當之無愧的精神續作。
中国大陆一些游戏评分网站认为乔治·奥威尔的政治隐喻小说《一九八四》、《幽浮魔点》可能对这部游戏的思想有着深刻影响。

## 获奖情况
| 年度 | 奖项                       | 类别                                   | 结果 | 来源          |
| ---- | -------------------------- | -------------------------------------- | ---- | ------------- |
| 2016 | 2016游戏评论家大奖         | 最佳独立游戏                           | 獲獎 | [ 41 ]        |
| 2016 | 2016年金摇杆奖             | 最佳创新游戏                           | 提名 | [ 42 ] [ 43 ] |
| 2016 | 2016年金摇杆奖             | 最佳视觉设计                           | 提名 | [ 42 ] [ 43 ] |
| 2016 | 2016年金摇杆奖             | 最佳音效                               | 提名 | [ 42 ] [ 43 ] |
| 2016 | 2016年金摇杆奖             | 最佳独立游戏                           | 提名 | [ 42 ] [ 43 ] |
| 2016 | 2016年金摇杆奖             | Best Gaming Moment (The Ending)        | 提名 | [ 42 ] [ 43 ] |
| 2016 | 2016年金摇杆奖             | 年度游戏                               | 提名 | [ 42 ] [ 43 ] |
| 2016 | 2016年金摇杆奖             | 年度Xbox游戏                           | 提名 | [ 42 ] [ 43 ] |
| 2016 | 2016年游戏大奖             | 年度游戏                               | 提名 | [ 44 ] [ 45 ] |
| 2016 | 2016年游戏大奖             | 最佳游戏叙事                           | 提名 | [ 44 ] [ 45 ] |
| 2016 | 2016年游戏大奖             | 最佳美术指导                           | 獲獎 | [ 44 ] [ 45 ] |
| 2016 | 2016年游戏大奖             | 最佳配乐/原声                          | 提名 | [ 44 ] [ 45 ] |
| 2016 | 2016年游戏大奖             | 最佳独立游戏                           | 獲獎 | [ 44 ] [ 45 ] |
| 2016 | 2016年Unity大奖            | 金立方奖                               | 獲獎 | [ 46 ]        |
| 2016 | 2016年Unity大奖            | 最佳电脑/主机游戏                      | 獲獎 | [ 46 ]        |
| 2016 | Giant Bomb2016年度游戏奖   | 最佳视觉效果游戏                       | 獲獎 | [ 47 ]        |
| 2016 | Giant Bomb2016年度游戏奖   | 最佳时刻或镜头                         | 提名 | [ 47 ]        |
| 2016 | 2016年互动艺术与科学学会奖 | 年度游戏                               | 提名 | [ 48 ]        |
| 2016 | 2016年互动艺术与科学学会奖 | 年度冒险游戏Adventure Game of the Year | 提名 |               |
| 2016 | 2016年互动艺术与科学学会奖 | D.I.C.E.精神奖                         | 獲獎 |               |
| 2016 | 2016年互动艺术与科学学会奖 | 动画杰出成就奖                         | 提名 |               |
| 2016 | 2016年互动艺术与科学学会奖 | 艺术指导杰出成就奖                     | 獲獎 |               |
| 2016 | 2016年互动艺术与科学学会奖 | 游戏设计杰出成就奖                     | 提名 |               |
| 2016 | 2016年互动艺术与科学学会奖 | 游戏导演杰出成就奖                     | 獲獎 |               |
| 2016 | 2016年互动艺术与科学学会奖 | 音效设计杰出成就奖                     | 提名 |               |
| 2016 | 2016年互动艺术与科学学会奖 | 故事杰出成就奖                         | 提名 |               |
| 2016 | 2016年独立游戏节           | 塞尤玛斯·麦克纳利游戏节大奖            | 提名 | [ 49 ] [ 50 ] |
| 2016 | 2016年独立游戏节           | 优秀音效奖                             | 提名 | [ 49 ] [ 50 ] |
| 2016 | 2016年独立游戏节           | 优秀视觉艺术奖                         | 提名 | [ 49 ] [ 50 ] |
| 2016 | 2016年游戏开发者选择奖     | 年度游戏                               | 提名 | [ 51 ] [ 50 ] |
| 2016 | 2016年游戏开发者选择奖     | 最佳音效奖                             | 獲獎 | [ 51 ] [ 50 ] |
| 2016 | 2016年游戏开发者选择奖     | 最佳设计奖                             | 提名 | [ 51 ] [ 50 ] |
| 2016 | 2016年游戏开发者选择奖     | 最佳叙事奖                             | 提名 | [ 51 ] [ 50 ] |
| 2016 | 2016年游戏开发者选择奖     | 最佳视觉艺术奖                         | 獲獎 | [ 51 ] [ 50 ] |
| 2016 | 2016年游戏开发者选择奖     | 创新奖                                 | 提名 | [ 51 ] [ 50 ] |
| 2016 | 2017年SXSW游戏奖           | 杰出设计奖                             | 提名 | [ 52 ] [ 53 ] |
| 2016 | 2017年SXSW游戏奖           | 杰出艺术奖                             | 提名 | [ 52 ] [ 53 ] |
| 2016 | 2017年SXSW游戏奖           | 杰出动画奖                             | 提名 | [ 52 ] [ 53 ] |
| 2016 | 2017年SXSW游戏奖           | 杰出特技效果奖                         | 提名 | [ 52 ] [ 53 ] |
| 2016 | 第13届英国游戏学院奖       | 最佳游戏                               | 提名 | [ 54 ] [ 55 ] |
| 2016 | 第13届英国游戏学院奖       | 艺术成就奖                             | 獲獎 | [ 54 ] [ 55 ] |
| 2016 | 第13届英国游戏学院奖       | 音效成就奖                             | 提名 | [ 54 ] [ 55 ] |
| 2016 | 第13届英国游戏学院奖       | 游戏设计奖                             | 獲獎 | [ 54 ] [ 55 ] |
| 2016 | 第13届英国游戏学院奖       | 音乐奖                                 | 提名 | [ 54 ] [ 55 ] |
| 2016 | 第13届英国游戏学院奖       | 剧情叙述奖                             | 獲獎 | [ 54 ] [ 55 ] |
| 2016 | 第13届英国游戏学院奖       | 原创特性奖                             | 獲獎 | [ 54 ] [ 55 ] |
| 2017 | 国家电子游戏行业评论家奖   | 游戏引擎摄影角度奖                     | 獲獎 | [ 56 ]        |
| 2017 | 2016年Edge大奖             | 最佳视觉设计奖                         | 亚军 | [ 57 ]        |
| 2017 | 2016年Edge大奖             | 最佳音效设计奖                         | 獲獎 | [ 57 ]        |
| 2017 | 2016年Edge大奖             | 最佳故事叙述奖                         | 亚军 | [ 57 ]        |
| 2017 | 2016年Edge大奖             | 年度工作室                             | 亚军 | [ 57 ]        |
| 2017 | 2016年Edge大奖             | 年度游戏                               | 季军 | [ 57 ]        |

## 外部連結
- 遊戲官方網站 （页面存档备份，存于）